# Église Saint-Bruno-les-Chartreux de Lyon
L'église Saint-Bruno-les-Chartreux est une église située dans le 1er arrondissement de Lyon, au-dessus du quai Saint-Vincent. C'était l'église de la Chartreuse de Lyon jusqu'à la Révolution. C'est l'un des rares édifices religieux baroques de la ville, avec l'église Saint-Just, la chapelle de la Trinité et la chapelle de l'Hôtel-Dieu.
Elle est classée monument historique en 1911.

## Histoire

### Lyon et les Chartreux
À la fin du XVIe siècle, la royauté et le clergé partent à la reconquête du catholique avec la création de nouveaux couvents et l'extension de ceux déjà existants. La colline de La Croix-Rousse va alors retrouver sa vocation première remontant à l'Antiquité, c'est-à-dire la religion. Dès 1584 et au cours du siècle qui suivra, les pentes vont ainsi voir s'installer treize communautés religieuses. Ce fait sera à l'origine d'un surnom qui fait aujourd'hui référence à la colline de Fourvière, autrement dit, « La colline qui prie ».
La décision de créer une Chartreuse à Lyon est prise en 1580.
Les premiers à s'y installer seront les moines chartreux de Grenoble, grâce à leur bonne relation avec l'Église de Lyon. Ils étaient en effet venus en aide aux clercs de Lyon lors du pillage de Forez Guy au XIIe siècle et avaient ainsi obtenu des privilèges, bénéficiant, entre autres, d'une exemption de péage lors de leurs passages à Lyon. Or en août 1584, lors de la visite du roi, Henri III, deux moines chartreux sont présents pour déposer une requête. Ils demandent la permission de fonder une maison de leur ordre dans la ville de Lyon ; celle-ci leur sera accordée, le roi ira même jusqu'à faire une promesse de don de 30 000 …, qu'il n'effectuera jamais, et à choisir le nom de cette maison, qui s'appellera la Chartreuse du Lys Saint Espriten souvenir de l’ordre de chevalerie qu’il avait fondé en 1578.
Deux mois après, le 17 octobre, les Chartreux achètent le domaine « La Giroflée », située sur le lieu-dit la « montagne de Saint-Vincent » sur les bords de Saône, à Étienne Musio marquis de Vaulx-en-Velin.
Ils célèbrent leur première messe à leur arrivée sur les lieux, le 18 octobre 1585.
En 1589, après la mort d'Henri III, Henri IV s'empresse de se déclarer fondateur des Chartreux et de confirmer leurs  exemptions et privilèges. Ces derniers seront d'ailleurs reconfirmés par Louis XIII puis par Louis XIV.
Les Chartreux vont s'étendre petit à petit en achetant les terrains attenants jusqu'à obtenir une propriété de vingt-quatre hectares. Il faut associer cette volonté d'expansion avec leurs règles de vie, il s'agit d'éliminer tout voisin pouvant se montrer gênant pour leur vie de contemplation.

### Construction

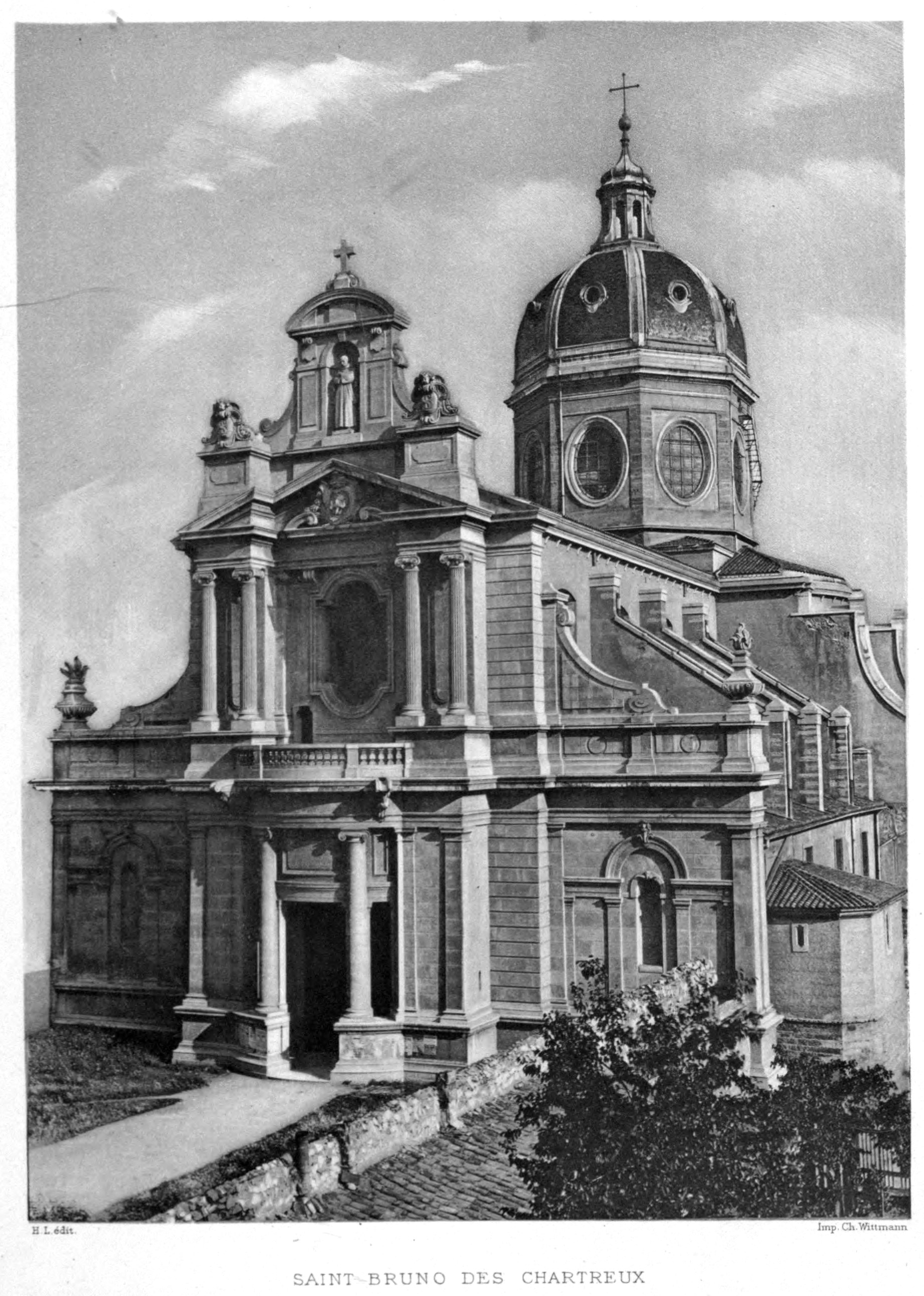
Illustration dans Histoire des églises et chapelles de Lyon, 1908, tome I.

Il faudra six ans après que le roi a donné son accord pour que la première pierre de l'église soit posée. Les travaux vont s'effectuer en deux vagues, la première de 1590 à 1690 avec la construction du chœur, du petit cloître, de la sacristie et de quelques cellules ; viendra ensuite la deuxième vague au XVIIIe siècle qui verra la fin des travaux de la nef, du transept et des chapelles latérales.
En mars 1590, le prieur Dom Jean Thurin demande à Jean Magnan de dessiner les plans de l'église, et à d'autres architectes les plans des bâtiments annexes. En avril 1590, Magnan pose la première pierre. La première église est terminée en 1598. Elle contient l'actuel chœur ainsi qu'un clocher effilé. La construction de l'ensemble de la chartreuse dure jusqu'en 1690.

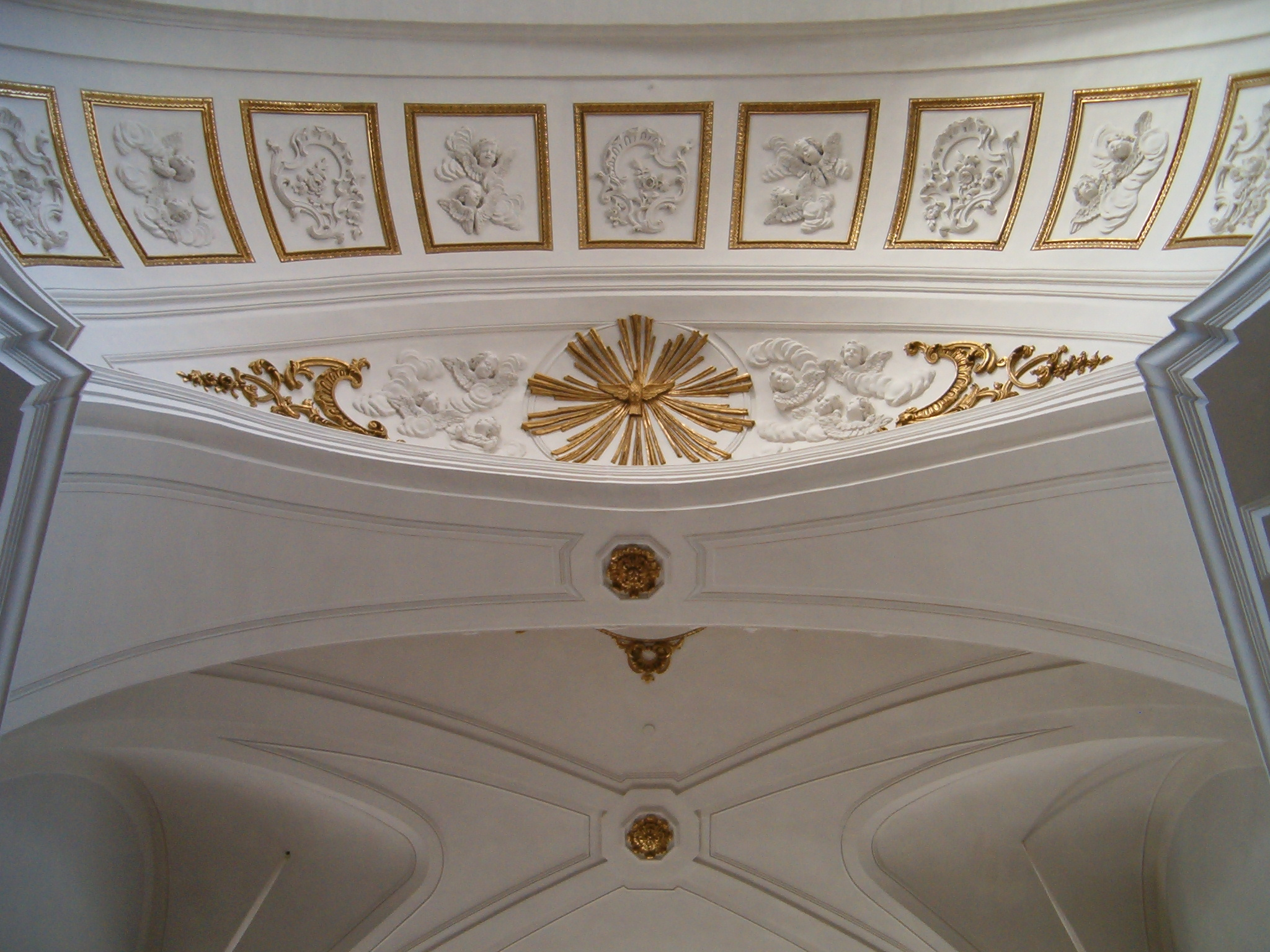
Arc de Melchior Munet reliant l'ancienne et la nouvelle église.

En 1733, la chartreuse décide de construire une église plus grande. Ferdinand-Sigismond Delamonce propose un plan, inspiré de Francesco Borromini, qui est rejeté. Il élabore un nouveau projet qui conserve le premier édifice et en fait le chœur de la nouvelle église, dit « chœur des moines », auquel il ajoute une nef à quatre travées, huit chapelles, et un transept surmonté d'un dôme : le Consulat de Lyon finance ce dôme en imposant qu'il soit visible depuis le centre de Lyon. C'est Melchior Munet qui se charge de l'arc en corne de vache qui fait la jointure entre les bâtiments ancien et nouveau.
En 1735, le marbrier David III Doret de Vevey est chargé de fournir, en marbres régionaux tirés des montagnes du canton de Vaud en Suisse, le dallage du sol sous le grand dôme et les absides, ainsi que les marches, gradins et quatre colonnes du maître-autel.
En 1737, Delamonce est remplacé par Jacques-Germain Soufflot qui poursuit les travaux jusqu'en 1750.
En 1742, les marbriers Henri et Jean-Marc Doret signent à leur tour une convention, s'obligeant à exécuter en marbre les piédestaux du baldaquin, « plus les deux autels joints ensemble avec l'accompagnement, gradin et tabernacle, conformément au modèle du sieur Servandoni ».
Enfin, des rénovations ainsi que des ajouts affectant principalement les chapelles et la façade auront lieu au XIXe siècle.

## Description
L'église, située sur la colline de La Croix-Rousse, est l'un des plus beaux édifices baroques de France. Son dôme, datant du XVIIIe siècle et atteignant une hauteur de 50 mètres, est visible depuis le centre de Lyon jusqu'aux Monts d'Or.

### Extérieur

#### Façade
Avant 1870, la façade était très sobre, uniquement composée d'un grand mur plat percé d'une porte et d'une fenêtre. Lorsque l'église devient paroissiale, on fait appel à Louis Sainte-Marie-Perrin qui va établir un nouveau plan pour cette façade. Elle va ainsi être constituée de trois étages progressivement en retrait, ce qui va contribuer à la mise en valeur de la partie centrale.
Le premier étage est un porche abritant l'entrée de l'église. Celle-ci est encadrée par des colonnes ioniques ainsi que par des pilastres doriques. Au-dessus de la porte d'entrée, on trouve une citation en latin signifiant : « Venez à moi, vous qui peinez sous le poids du fardeau, et moi, je vous donnerais le repos ». Cette citation fait référence à la souscription faite auprès des canuts pour financer les travaux de la façade.
Le deuxième étage est un balcon curviligne avec une petite terrasse où est située la fenêtre, seul élément qui fut conservé de la façade initiale. Elle est entourée de quatre colonnes cannelées et est surmontée d'un fronton triangulaire où l'on retrouve une fois de plus le symbole du Saint Esprit.
Enfin au troisième étage est située une niche avec la statue de saint Bruno et encadrée des initiales S.B.

#### Dôme
Le dôme couvert d'ardoise culmine à 50 mètres. Il est percé de huit lucarnes garnies d'abat-sons, et posé sur un tambour de pierres dorées aussi percé de huit œils-de-bœuf alignés sur les baies du clocher. Au sommet se trouve un lanternon surmonté du globe et de la croix du Christ, symbole de l'Ordre des Chartreux. Le dôme mesure en tout dix mètres de hauteur et trente-neuf mètres de périmètre.

### Intérieur
Les premières décorations ont été commandées à Thomas Blanchet et Daniel Sarrabat. Entre 1625 et 1629, François Perrier, avec l'aide d'Horace Le Blanc, peint treize fresques dans le petit cloître racontant la vie de saint Bruno. Perrier peint aussi une Cène pour le réfectoire. Autour de 1627-1628, Jacques Sarrazin sculpte un saint Bruno et un saint Jean-Baptiste en bois stuqué. Ces deux statues sont caractéristiques de la sculpture baroque tempérée du XVIIe siècle. Elles dégagent en effet une impression de mouvement renforcée par les plis des vêtements, on y trouve également l'expression du pathétique à travers les visages amaigris et les regards dans lesquels on décèle une grande tension intérieure.

Statues de Jaques Sarrazin
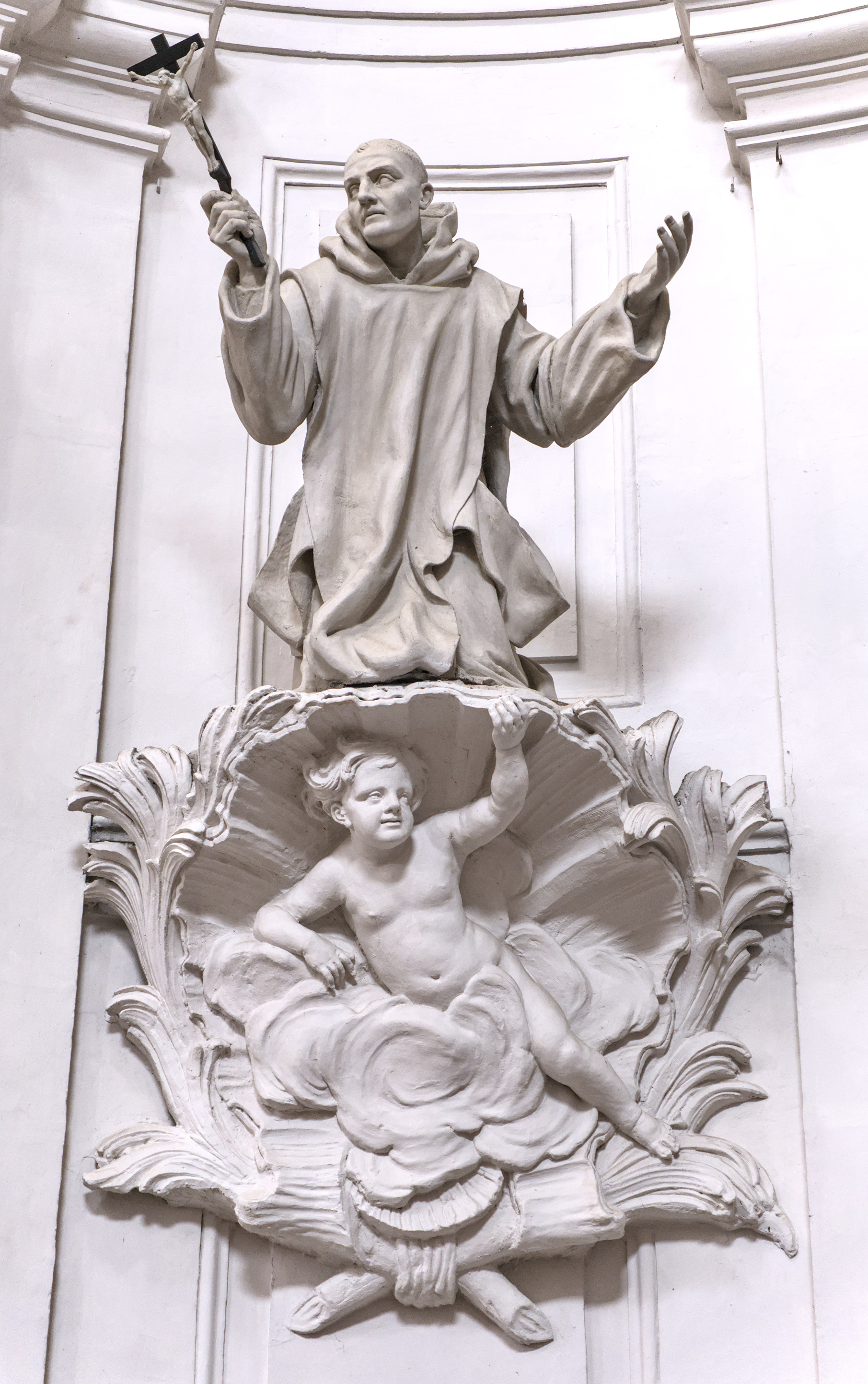
Saint Bruno
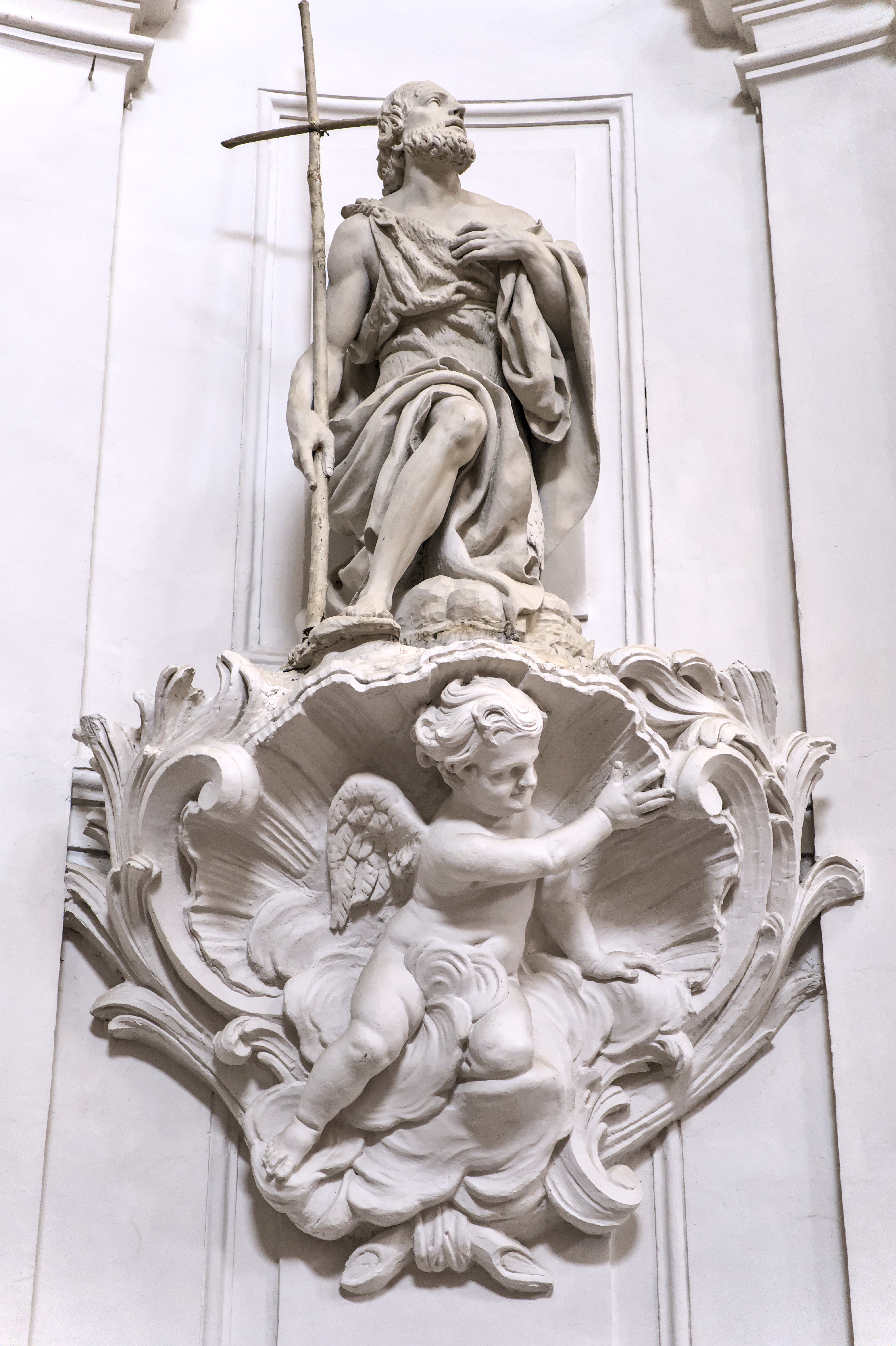
Saint Jean-Baptiste

En 1737, Pierre Charles Trémolières peint deux grands tableaux pour les bras du transept : L'Assomption de la Vierge et L'Ascension du Christ qui sont mis chacun dans un cadre dessiné par Soufflot et réalisé par François Vanderheyde.
En 1739, Jean-Baptiste Pigalle sculpte quatre évangélistes insérés dans les pendentifs du dôme : Saint Matthieu et Saint Marc côte chœur, Saint Luc et Saint Jean côté nef.

#### Chœur

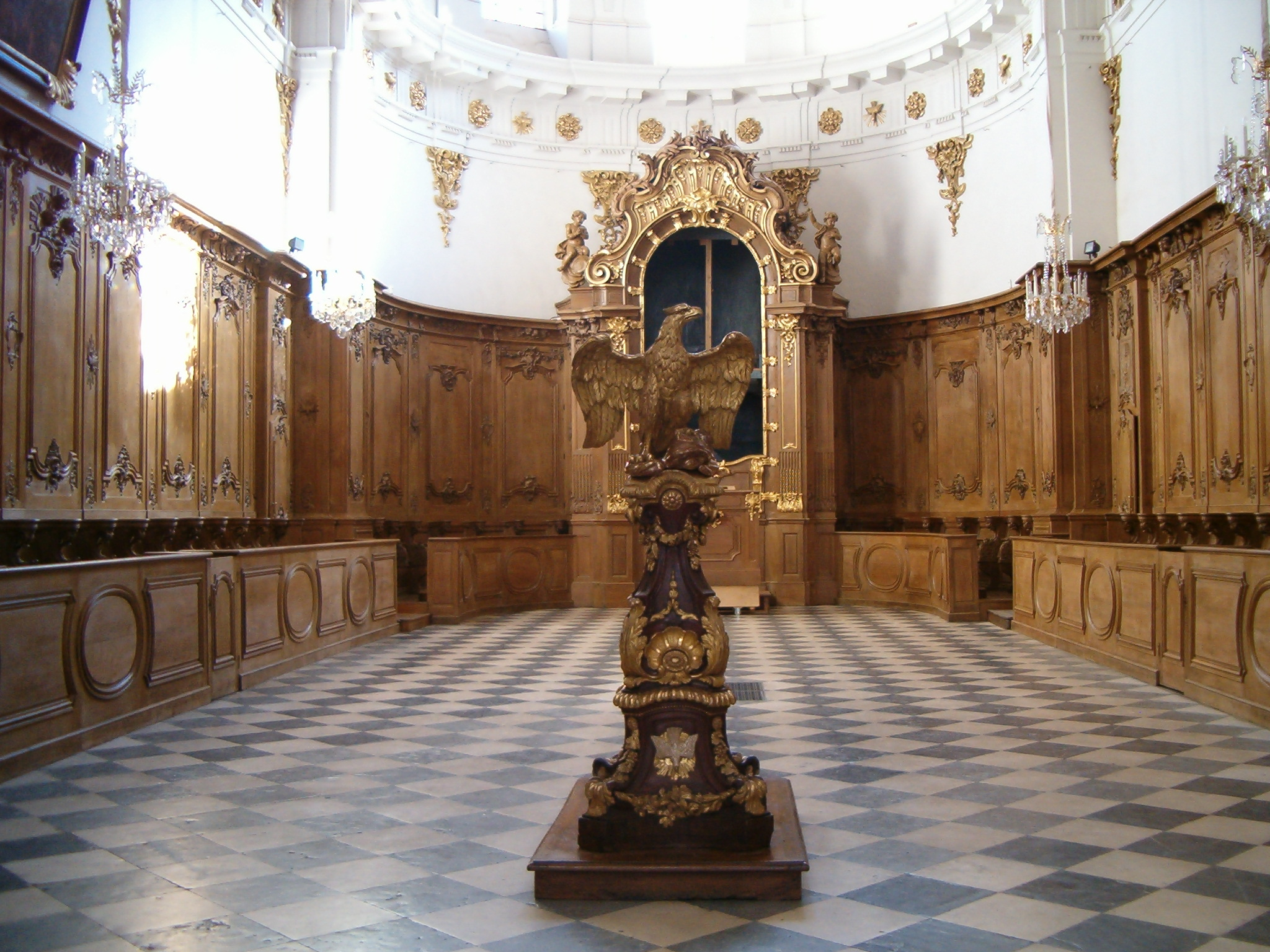
Chœur de l'église Saint-Bruno des Chartreux de Lyon.

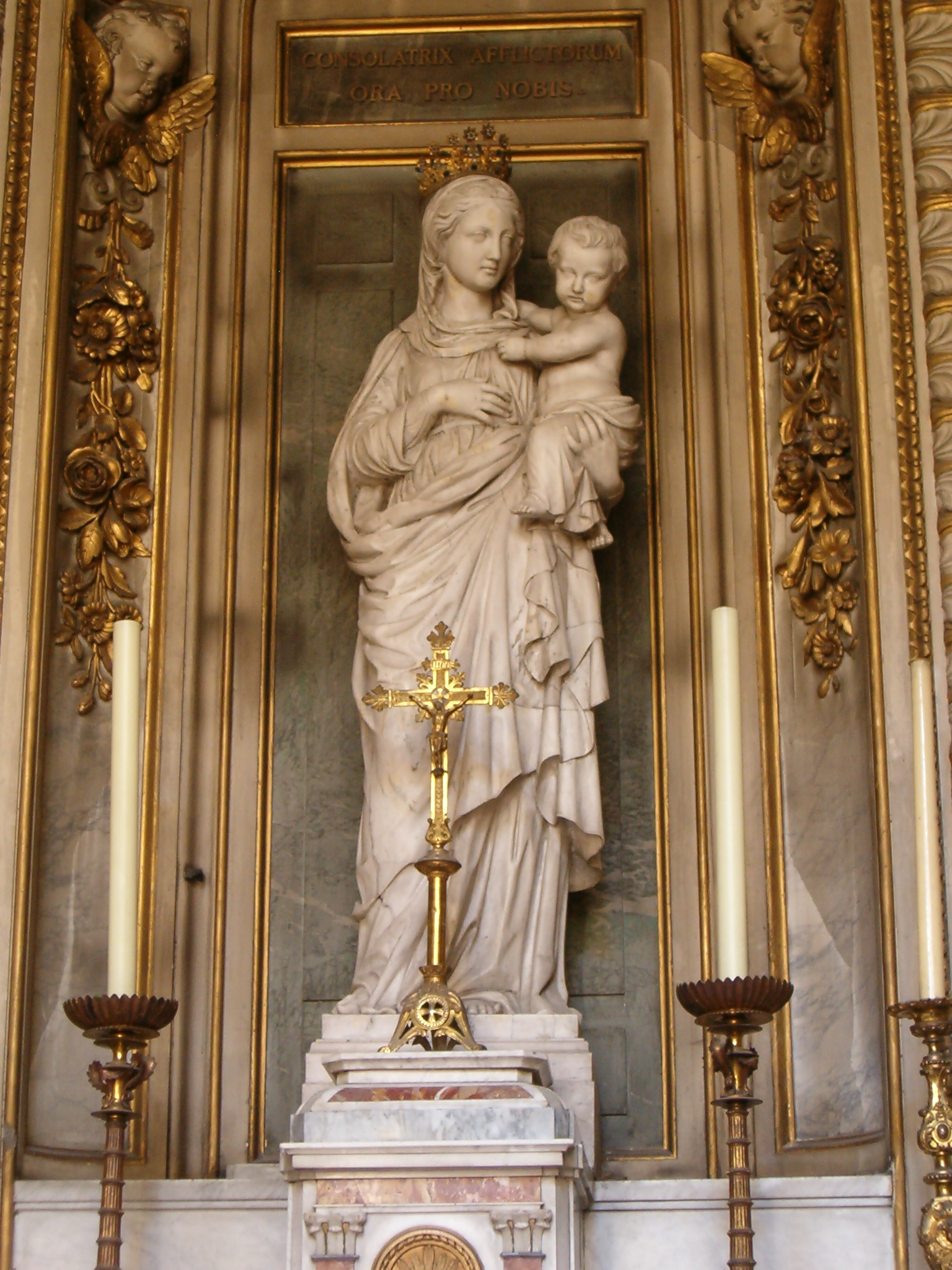
La vierge des Chartreux sculptée par Joseph-Hugues Fabisch, sculpteur officiel du Diocèse de Lyon

Le chœur correspond à l'église du début du XVIIe siècle, avant qu'elle soit agrandie par l'architecte Delamonce  entre 1733 et 1736.
Il ne reste que cinq fenêtres, plusieurs d'entre elles ont été bouchées lors de la deuxième campagne de travaux effectuée par 
Les stalles et boiseries en chêne sont sculptées dans le style rocaille, on peut observer des volutes renversées et des rinceaux de feuillages sur les accoudoirs mais également des motifs de coquilles dissymétriques et des guirlandes de fleurs. Elles sont l'œuvre de sculpteur Marc II Chabry, réalisées avec François Vanderheyde, 
Les statues de Sarrazin représentant Saint Bruno et Saint Jean-Baptiste que l'on trouve à présent sur les pilastres de l'arc Munet, étaient à l'origine situées dans le chœur.
Les offices ont été célébrés dans le chœur jusqu'en 1737, celui-ci était alors séparé du reste de l'église par une cloison en raison des travaux. Lors du premier plan dessiné par l'architecte Delamonce concernant la deuxième  vague de travaux, le chœur devait rester séparé du reste de l'église mais ce plan ayant été refusé par l'abbé, un deuxième plan intégrant le chœur fut établi et accepté.
- Le lutrin

Le lutrin est le pupitre servant à porter le livre de chants liturgiques. Il s'agit ici d'une sculpture représentant en son sommet un aigle avec les ailes déployées. Cet aigle est le symbole de la parole de Dieu le Père. Il est placé sur une colonne sculptée où l'on aperçoit des rameaux de vigne ainsi que des raisins, ces deux éléments font allusion au sang du Christ. Sur la base on voit une colombe, symbole du Saint-Esprit.
Ainsi, le lutrin rassemble les trois éléments de la Trinité.

#### Croisée du transept
- Arc Munet

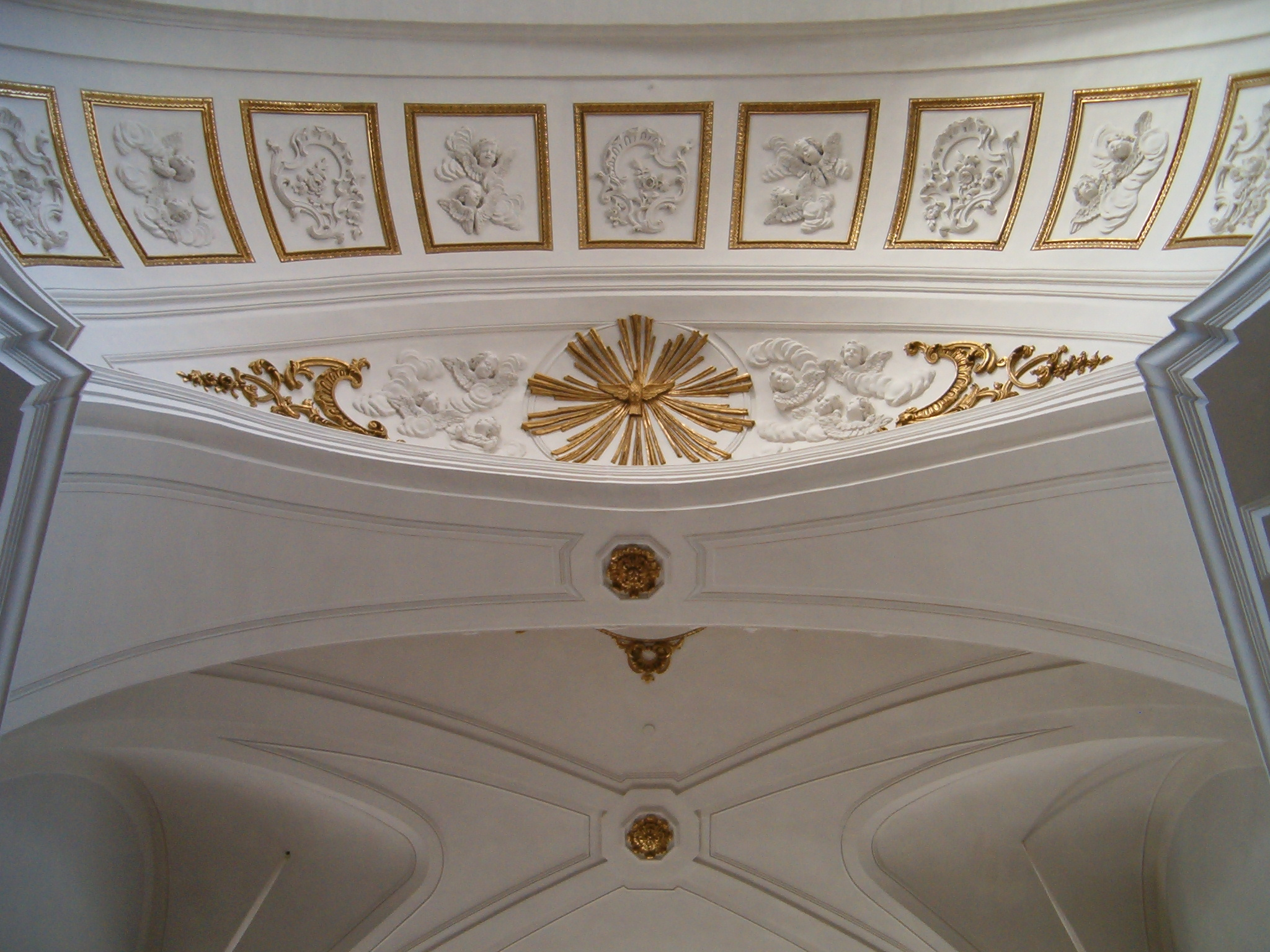
L'arc Munet entre le chœur et la croisée du transept.

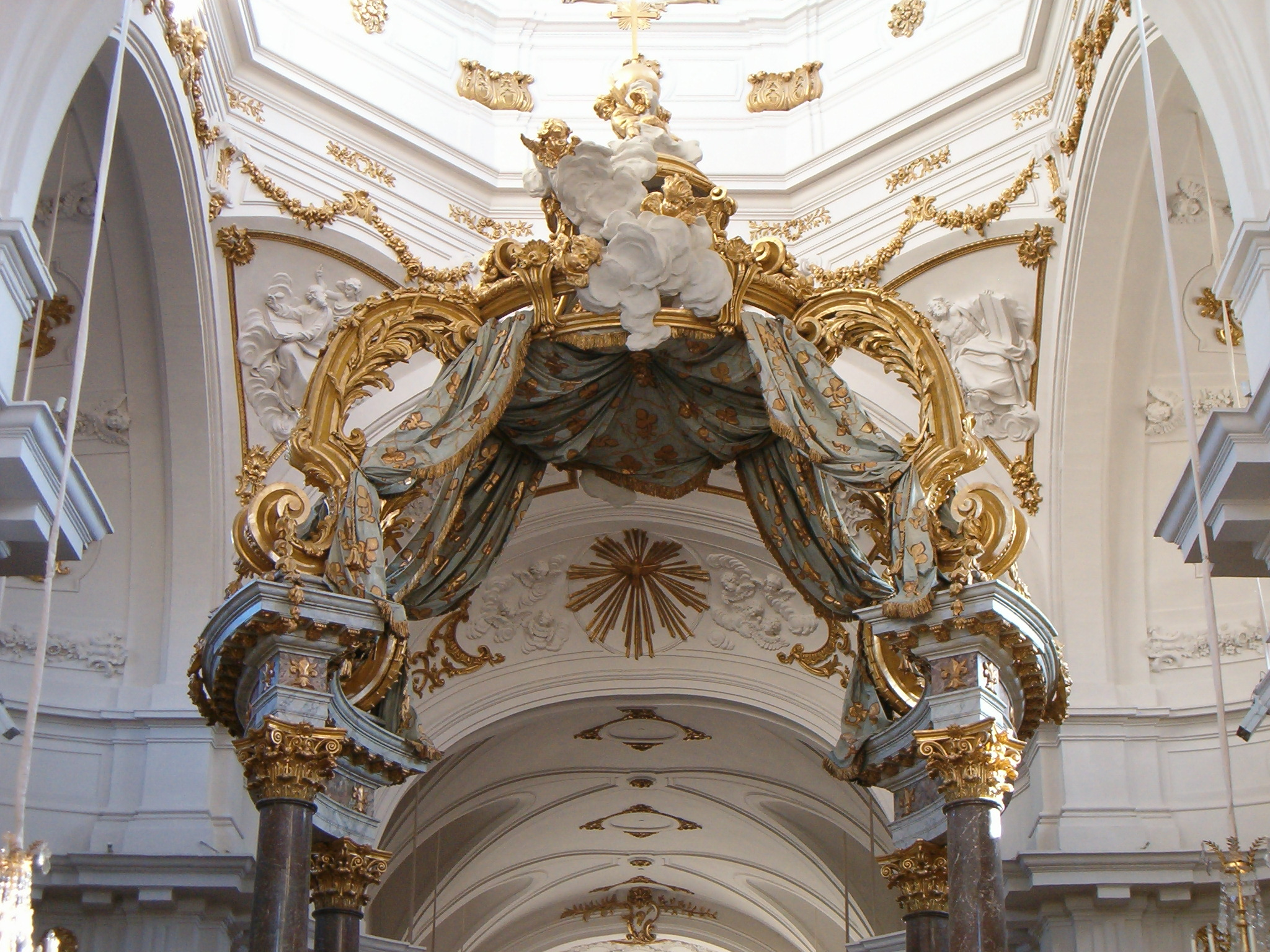
Baldaquin de Servandoni.

La transition entre le chœur et la croisée du transept se fait par l'Arc Munet, réalisé par l'architecte du même nom au XVIIIe siècle en 1735. Il a été conçu par Delamonce. Il est soutenu par de puissants murs piliers en décrochement, ce qui correspond au style baroque. On y trouve également les  deux pilastres emboîtés de style dorique dont les niches sont aujourd'hui occupées par les statues de Sarrazin.
- Autel

L'autel a été dessiné au XVIIIe siècle par Servandoni puis modifié très peu de temps après par Soufflot, que l'on connaît pour son travail à l'Hôtel Dieu et au Panthéon de Paris. Il possède la particularité d'être à double face, l'office peut aussi bien être célébré du côté des moines que du côté des fidèles.
Le tabernacle, c'est-à-dire la petite armoire où l'on conserve les hosties consacrées, était à l'origine décoré de pierres semi-précieuses, mais celles-ci ont disparu à la Révolution.
- Baldaquin

Le baldaquin fut lui aussi réalisé par Servandoni au XVIIIe siècle. L'objectif visé était de magnifier la présence du Christ. On y trouve en effet le tabernacle qui, contenant les hosties, contient le corps du Christ. C'est l'un des plus beaux de France.
Il est composé de divers matériaux, à commencer par le marbre dont sont constituées les colonnes. On trouve ensuite, pour les chapiteaux, du bois stuqué, c'est-à-dire recouvert d'un enduit imitant le marbre, à base de poudre de craie, de poudre de marbre  et de chaux. Au sommet du baldaquin on peut observer un globe et une croix faits de cuivre doré à la feuille d'or. Enfin, la draperie est faite de tissu trempé dans du plâtre liquide qui fut peint, après avoir séché. On n'a aucune certitude quant au décor, on a longtemps pensé qu'il s'agissait de fleurs de lys qui lors des rénovations au XIXe siècle avait été transformées en trèfles. Cependant, au cours d'une campagne de restaurations, on s'est rendu compte que les motifs initiaux représentaient déjà des sortes de trèfles sans tiges.
- Dôme

Le dôme est composé de huit fenêtres ovales, hautes de cinq mètres, séparées par des nervures et couronnées par un décor polygonal.
On aperçoit également quatre pendentifs dont le décor est inspiré par le thème des quatre évangiles. Du côté de la nef on peut ainsi voir saint Luc avec le taureau et saint Jean avec l'aigle tandis que du côté du chœur sont sculptés saint Matthieu avec l'ange et saint Marc avec le lion.

#### Nef

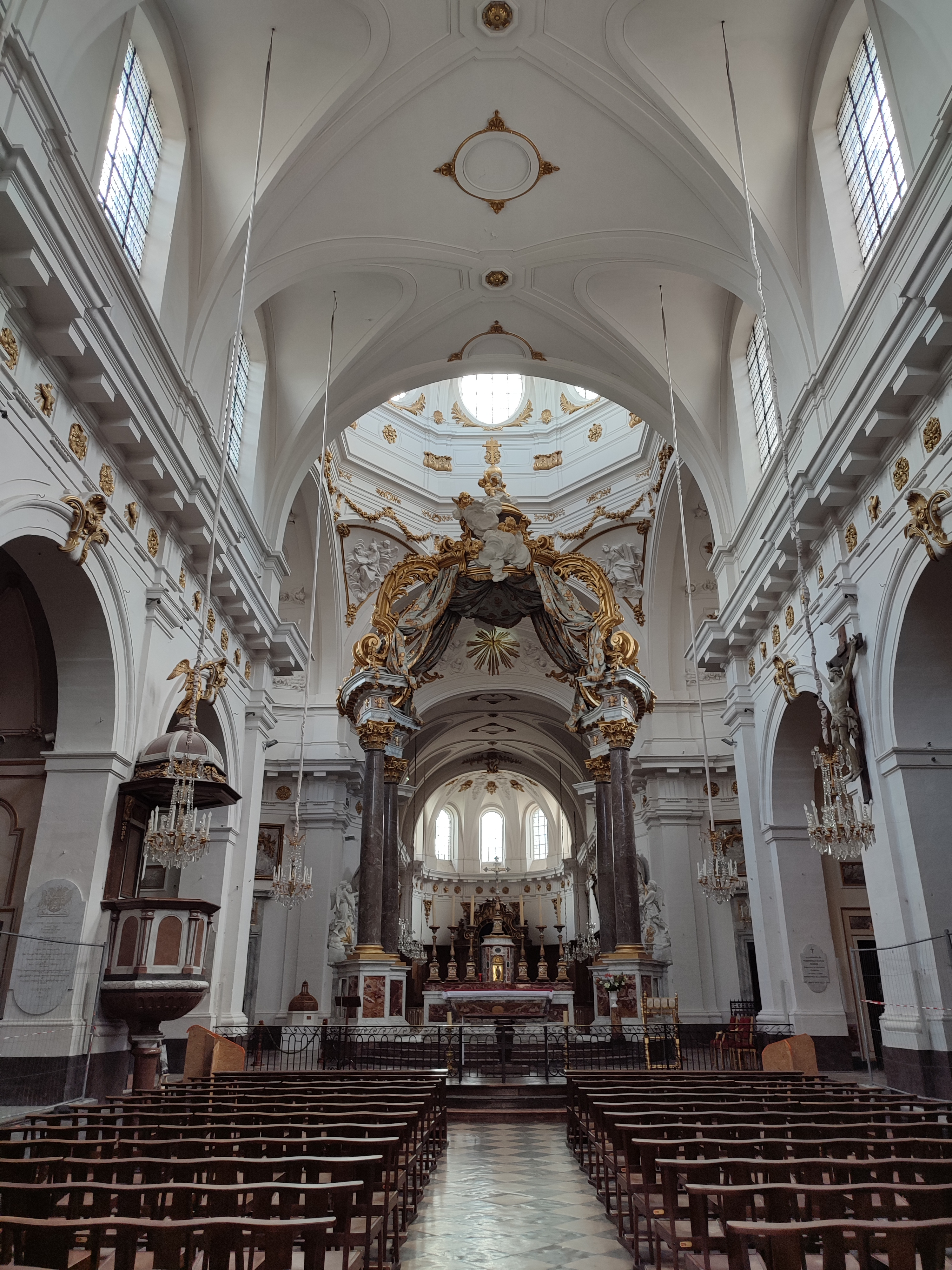
Intérieur de l'église Saint-Bruno des Chartreux de Lyon.

Le décor contraste un peu avec le reste de l'église, on revient dans un décor plus sobre et donc plus en accord avec l'esprit des Chartreux. Elle fut terminée au XVIIIe siècle.
Son plafond est décoré de voûtes en anse de panier. La transition entre le plafond et les murs se fait par une corniche dentelée qui fait le tour de l'église, elle fut rajoutée dans le chœur au XVIIIe siècle. Sous cette corniche, on trouve une frise avec, dans les métopes, une alternance de rose et de colombe, cette dernière symbolise le Saint Esprit et par conséquent les Chartreux.
De chaque côté de la nef on trouve quatre arcades s'ouvrant sur des chapelles, elles sont séparées les unes des autres par des colonnes doriques.
- Les chapelles latérales

Des rénovations ont été effectuées au XIXe siècle, modifiant, entre autres, l'intérieur des huit chapelles latérales. Les autels ont en effet été réorientés en faisant face aux murs extérieurs. Les fenêtres qui éclairaient chaque chapelle ont été bouchées, on en trouve encore la trace sur les murs extérieurs.

Les chapelles
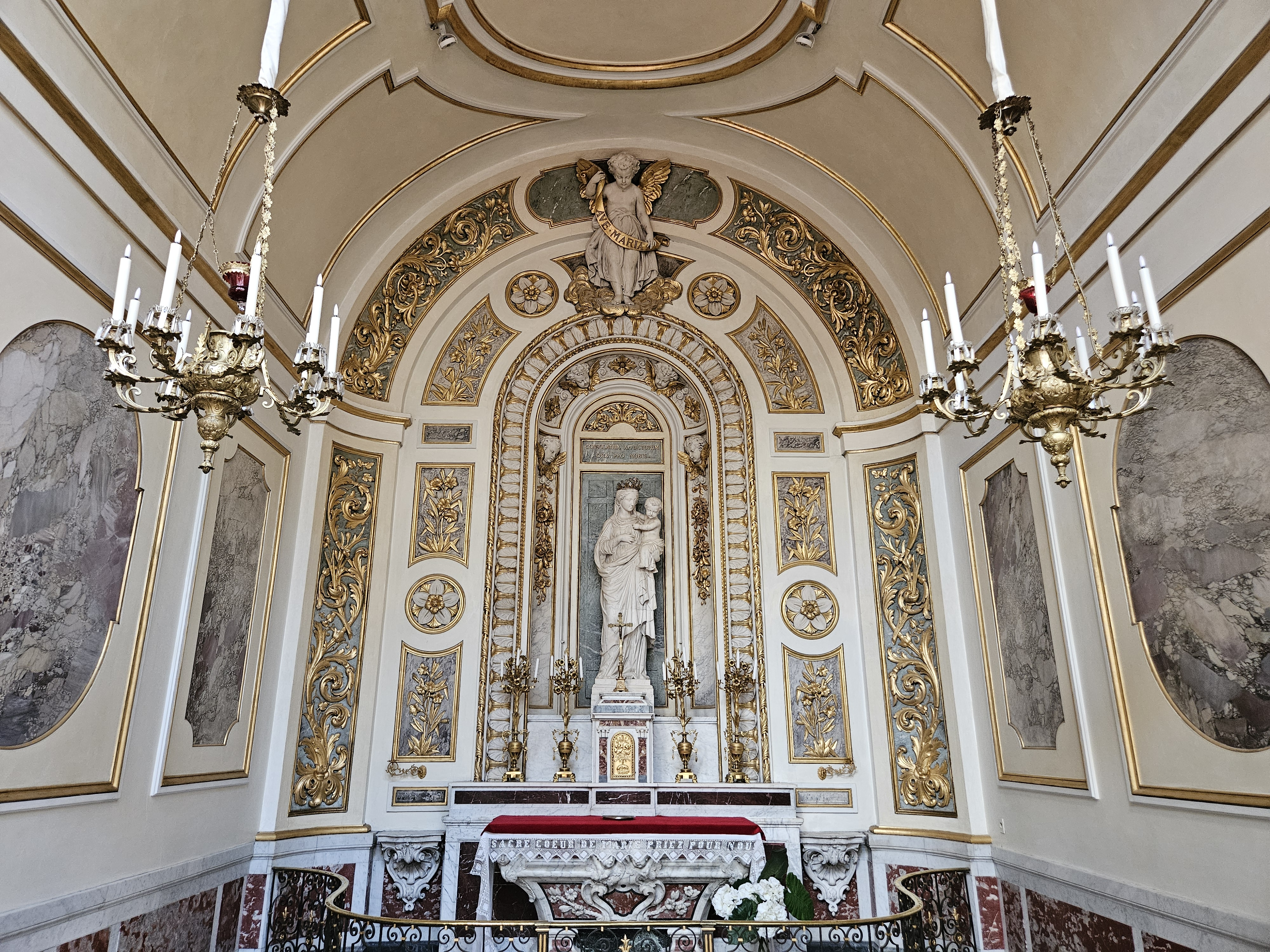
Chapelle de la Vierge
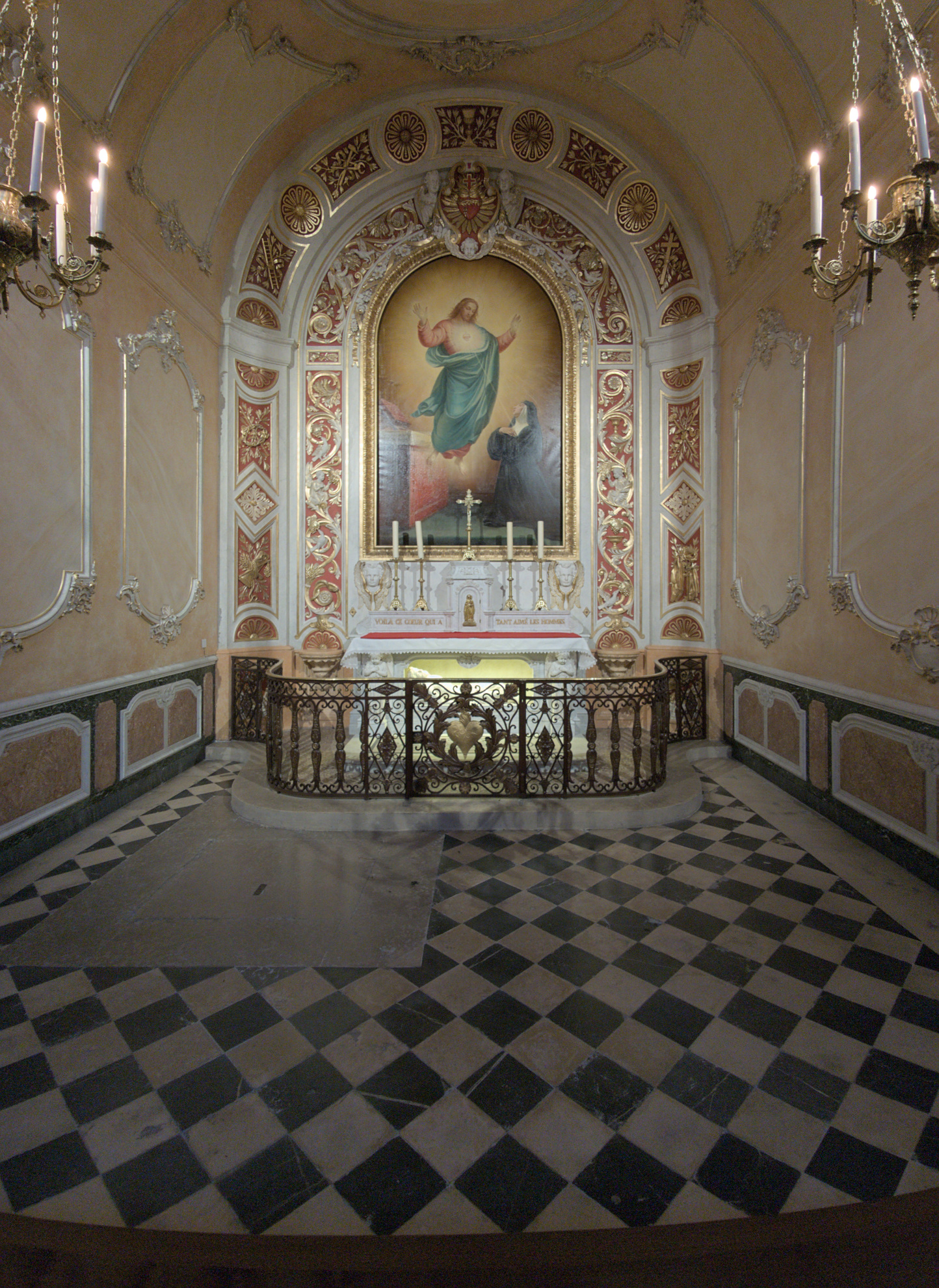
Chapelle du Sacré-Cœur
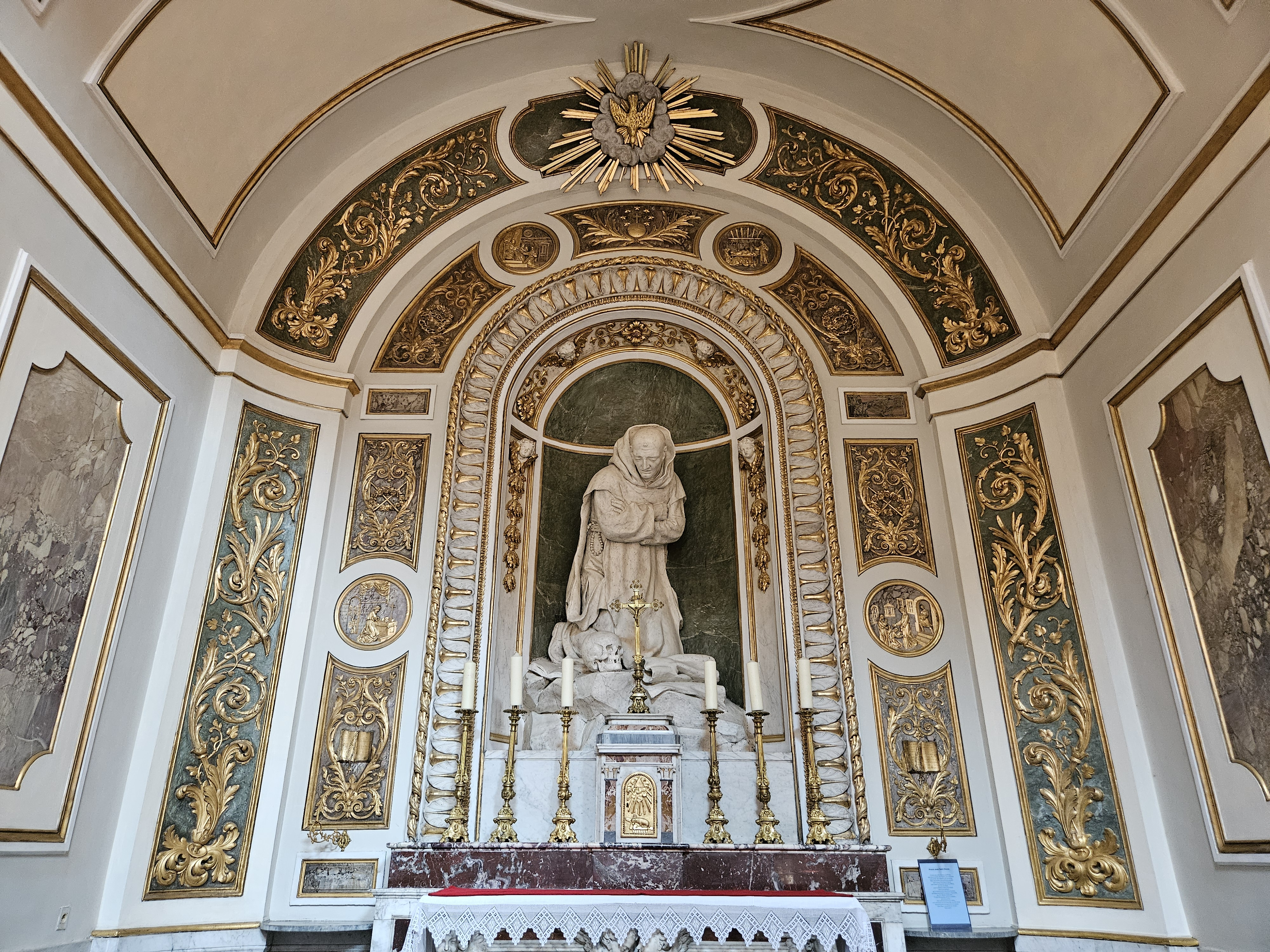
Chapelle Saint Bruno
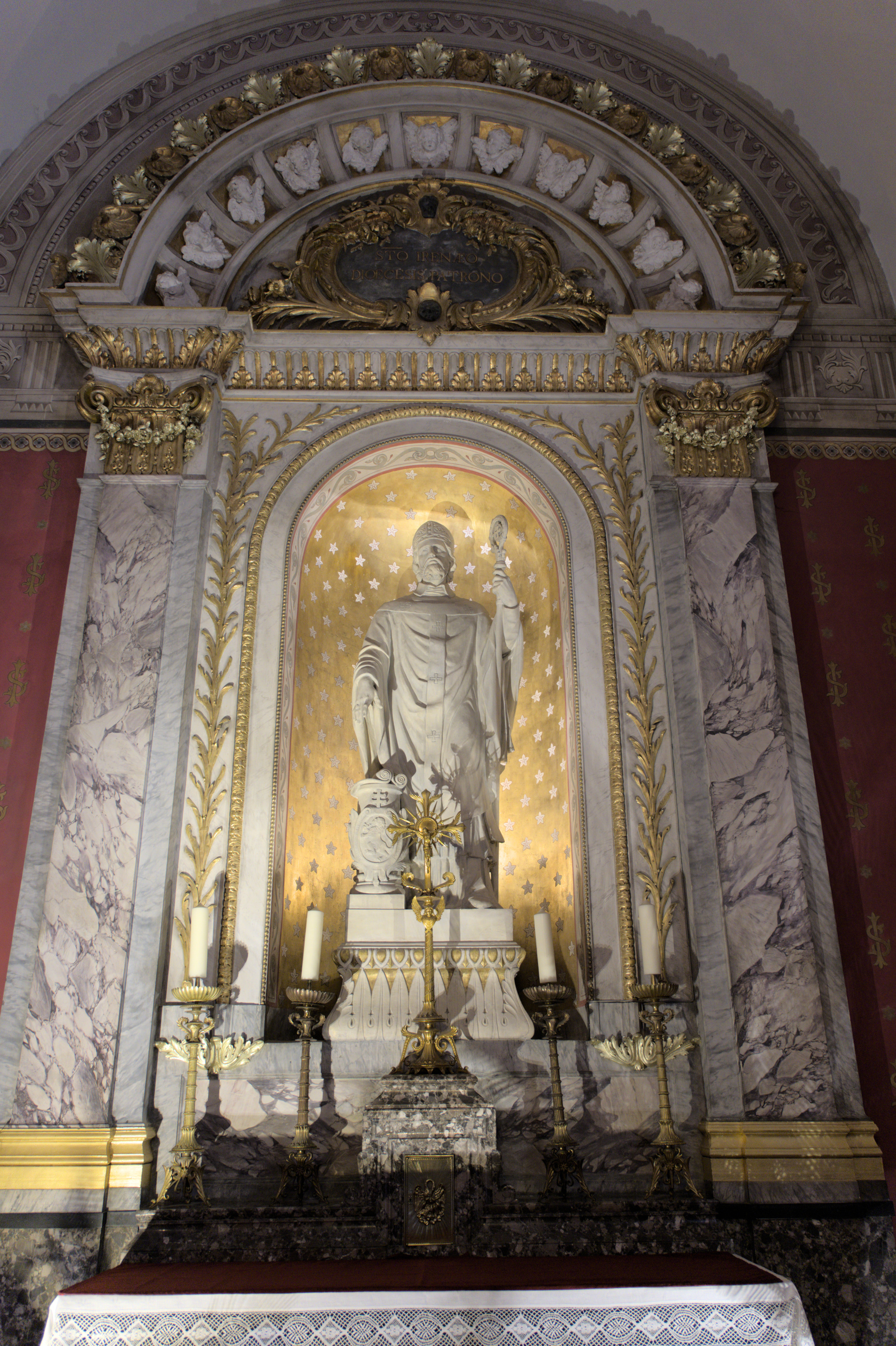
Chapelle Saint Irénée
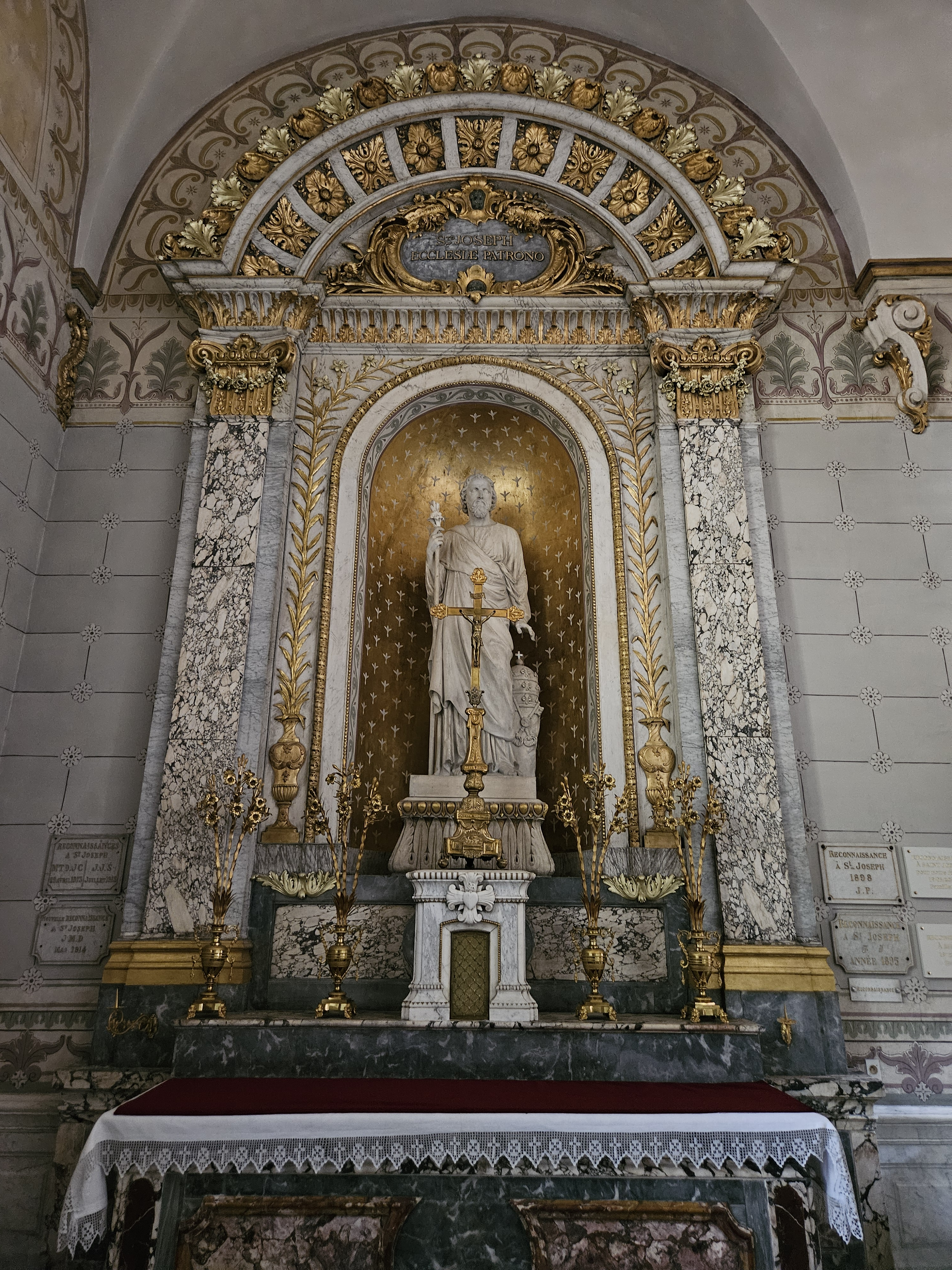
Chapelle Saint Joseph

#### Bas-côtés et chapelles
On y trouve notamment la sculpture d'un Christ couché dans un linceul dans la chapelle du Sacré-Cœur attribué au sculpteur italien Rodolphe Galli (1840-1863).

#### L'orgue
L'orgue Saint Bruno est ajouté en 1890, lorsque l'église est devenue paroissiale. Auparavant les Chartreux s'y opposaient, leurs règles de vie leur imposaient en effet l'austérité jusque dans leur liturgie qui devaient être simple, sans fioritures. L'orgue est aujourd'hui connu comme étant le meilleur "deux claviers" de Lyon.
Le grand orgue est installé au fond du chœur, le buffet en chêne est intégré au stalles